# Зазулин, Игорь Петрович
И́горь Петро́вич Зазу́лин (13 апреля 1974, Ленинград) — российский футболист, нападающий и полузащитник, тренер.

## Биография

### Игровая карьера
Бо́льшую часть карьеры провёл в петербургском «Зените» (1991—1999). Первую игру за основной состав провёл 11 июля 1991 года — вышел на замену в матче первенства СССР среди команд первой лиги «Пардаугава» — «Зенит».
Зимой 1998 года Зазулин мог перейти в московское «Торпедо», но президент «Зенита» Виталий Мутко запросил у руководства автозаводцев слишком большую сумму, и Зазулин остался в «Зените».
В начале сезона 2000 по инициативе старшего тренера Юрия Морозова Зазулин побывал на просмотре в «Торпедо», «Роторе» и «Факеле», которому и был отдан в аренду. Отыграв первый круг, получил травму и выбыл до конца сезона.
Затем выступал за петербургские клубы «Зенит-2» и «Петротрест».
В 2008 году вместе с некоторыми другими бывшими футболистами «Зенита» принимал участие в X турнире по футболу в зале среди любителей «Лига Чайников» в составе команды «Стэнли».

### Карьера в сборной
С 1991 по 1994 год регулярно привлекался в молодёжную сборную России. В 1993 году выступал в составе сборной на молодёжном чемпионате мира в Австралии, в 4 матчах забил 1 гол и попал в символическую сборную турнира.

### Тренерская карьера
В ноябре 2010 назначен исполняющим обязанности главного тренера санкт-петербургского «Динамо».
С 2011 года работал помощником главного тренера в «Балтике» Калининград. С 2012 года работал старшим тренером в «Авангард» Курск. После отставки Сергея Францева 17 апреля 2013 года возглавил клуб сперва в качестве исполняющего обязанности, а затем и главного тренера.
23 декабря 2014 был назначен старшим тренером «Динамо» СПб.
Имеет тренерскую лицензию категории С, которая даёт право работать тренером в клубах первого и второго дивизионов. В 2014 году начал обучение на тренерскую категорию «A-UEFA».
В 2019 году на зимнем турнире МРО «Северо-Запад» на призы полномочного представителя Президента РФ в Северо-Западном федеральном округе — главный тренер команды ГУТИД (Санкт-Петербург).
26 ноября 2020 года стал селекционером Академии «Зенита».
Япляется главным тренером команды СПБГУПТД — участницы Национальной студенческой футбольная лиги и команды чемпионата города «Кировец-ГУТИД».

## Личная жизнь
В 2002 году закончил Санкт-Петербургский государственный университет физической культуры имени П. Ф. Лесгафта, в 2008-м получил второе высшее образование на юридическом факультете Государственного университета им. А. С. Пушкина.

## Достижения
- Обладатель Кубка России 1998/99.